# De dood van de eerstgeborene van de farao
Death of the Pharaoh's Firstborn Son (Nederlands: De dood van de eerstgeborene van de farao) is een schilderij van de Nederlands-Britse kunstschilder Lawrence Alma-Tadema, geschilderd in 1872, olieverf op doek, 77 bij 124,5 centimeter groot. Het toont het resultaat van de wraak van Jahweh na de tiende plaag over Egypte, waarbij Hij alle eerstgeborenen uit Egyptische families liet sterven. Het werk bevindt zich thans in de collectie van het Rijksmuseum te Amsterdam.

## Archeologische kennis
Alma-Tadema situeerde veel van zijn werken in de oudheid en was vermaard om zijn grote archeologische kennis, met name over het oude Egypte. Hij was in het bezit van John Gardner Wilkinsons driedelige The manners and customs of the ancient Egyptians (1837) en was bevriend met de Duitse egyptoloog Georg Ebers. Pas in 1902 zou hij overigens zelf de Nijldelta bezoeken.
In De dood van de eerstgeborene van de farao combineert Alma-Tadema zijn belangstelling voor het oude Egypte met een Bijbels thema, hetgeen redelijk uitzonderlijk voor hem was. Hij sluit aan bij een thema uit het boek Exodus, de tiende plaag over Egypte, en werkt dat uit tot een schilderwerk met een voor zijn doen opvallende psychologische diepgang.

## Tiende plaag
Het Bijbelboek Exodus vertelt, hoe een nieuwe farao, het volk Israël tot slaven maakt. De jongetjes die geboren worden, moeten worden gedood. Baby Mozes wordt echter verstopt en na enige tijd als vondeling opgenomen en opgevoed door een prinses. Als hij volwassen is, slaat hij een Egyptische slavendrijver dood en moet vluchten. Terwijl hij als schaapherder werkzaam is, heeft hij een ontmoeting met God, die vertelt dat zijn naam Jaweh (“Ik ben”) is en die hem de opdracht geeft naar de farao te gaan en de vrijlating van de Israëlieten te eisen. Telkens als de farao weigert de Israëlieten te laten gaan, zet God zijn eis kracht bij met een plaag, uiteindelijk tien keer. De tiende plaag treft alle eerstgeborenen van Egypte: "En het gebeurde te middernacht dat de Heere alle eerstgeborenen in het land Egypte trof, vanaf de eerstgeborene van de farao, die op zijn troon zou zitten, tot aan de eerstgeborene van de gevangene, die zich in de gevangenis bevond, en alle eerstgeborenen van het vee." (Exodus 12.29). Na deze tiende plaag laat de farao Mozes bij zich roepen en zegt hem dat hij met zijn volk kan vertrekken.

## Afbeelding

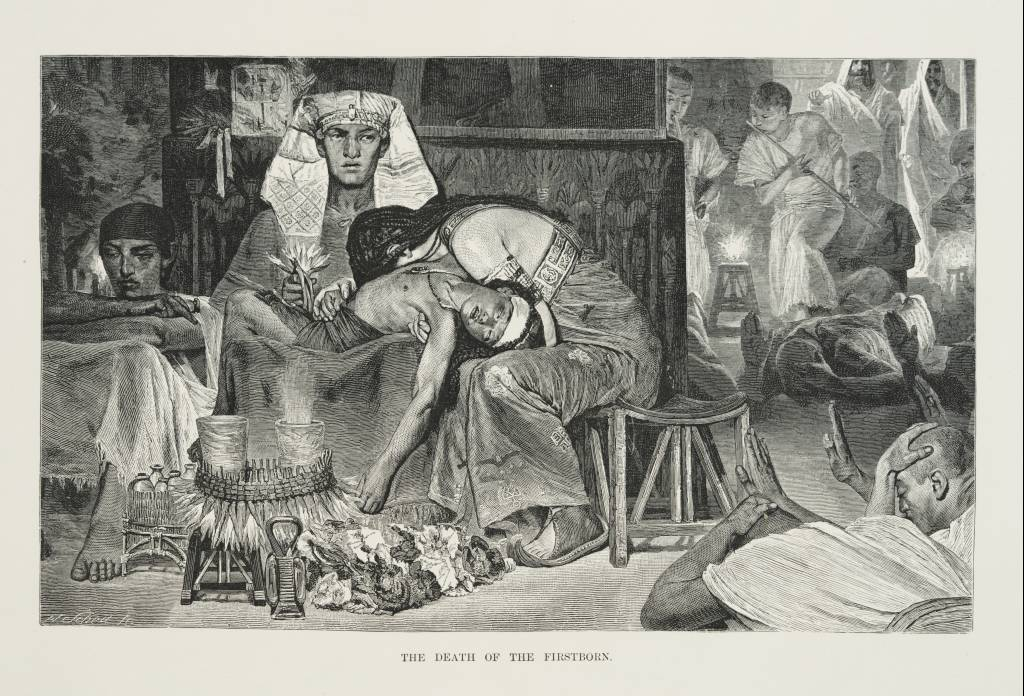
Ets naar het schilderij.

Kunstkenner en schrijver Carel Vosmaer, een vriend van Alma-Tadema, beschreef het schilderij als volgt: 'De farao Amenosis, gelaten, staart als een granietbeeld: zijn stervende zoon, het offer van Jawehs wraak, ligt op zijn schoot. De moeder stort zich in wanhoop over haar kind, drukt zijn hand en steunt het bezwijkend lichaam. Vruchteloos blijkt de amulet op de borst van de knaap; vergeefs beproeven priesters nog hun offers en bezweringen. De kleur en het halfdonker worden bepaald en beheerst door de stemming van het onderwerp en het binnenvertrek'. Rechts op de achtergrond treden Mozes en Aäron binnen, die bij de farao zijn geroepen om te horen dat ze met hun volk uit Egypte kunnen vertrekken.
De dood van de eerstgeborene van de farao is evenwel geen bejubeling van de overwinning van Mozes en Aäron. Tadema schildert met intentie de individuele tragedie van de farao en zijn vrouw, niet met pathetische middelen, maar vooral door het creëren van een atmosfeer van stilte en berusting, zijnde klassieke Egyptische deugden. Percey Cross Standing, Tadema’s eerste biograaf, sprak in dat verband van “een conceptie van stille verschrikking”.
Alma-Tadema etaleert zijn archeologische kennis in tal van authentieke details. Zo brengt hij achter het hoofd een cartouche van Ramses II, daarmee de Exodus situerend in de dertiende eeuw voor Christus, in de tijd van de Ramessiden. Ook schildert hij tal van andere voorwerpen en details aan die hij gezien moet hebben in het British Museum, waaronder een zogenaamde oorstèle. De estheticistische stijl waarin het werk is opgetrokken is die van de zogenaamde Olympische variant van het prerafaëlisme, waarin hij vrijwel zijn hele leven zou werken.

## Herkomst
Alma-Tadema schilderde De dood van de eerstgeborene van de farao in 1872 voor zijn vaste kunsthandelaar Ernest Gambart. In hetzelfde jaar werd het door het tijdschrift Pall Mall uitgeroepen tot het schilderij van het jaar en zes jaar later won hij er een gouden medaille mee op de Parijse Wereldtentoonstelling van 1878 alsook in de Parijse salon. In 1879 kocht Alma-Tadema het schilderij van Gambart terug en hield het als zijn favoriete werk de rest van zijn leven in bezit. In zijn testament bepaalde hij dat het schilderij naar Nederland moest gaan en wel als een schenking aan het Rijksmuseum. Dit omdat hij het als geboren Nederlander belangrijk vond dat minstens een van zijn werken deel uit zou maken van een belangrijke collectie in zijn geboorteland.